# HD 18265
HD 18265，又名CD-51 683，SAO 232933、HR 871，是一颗恒星，视星等为6.21，位于銀經266.92，銀緯-56.8，其B1900.0坐标为赤經2h 50m 52.2s，赤緯-51° -56.8′ 41″。